# Horatosphaga reticulata
Horatosphaga reticulata är en insektsart som först beskrevs av Karsch 1889.  Horatosphaga reticulata ingår i släktet Horatosphaga och familjen vårtbitare. Inga underarter finns listade i Catalogue of Life.